# Tupacsala
Tupacsala niunamenos
Genre
Espèce
Tupacsala est un genre éteint d'insectes apparentés aux libellules. 
La seule espèce rattachée au genre est l'espèce type, Tupacsala  niunamenos décrite par Julián F. Petrulevičius (d) et Pedro Raul Gutierrez (d) d'après des insectes fossiles découverts dans la province de La Rioja en Argentine.

## Étymologie
Le nom Tupacsala se réfère au cacique indien du XVIIIe siècle connu sous le nom de Túpac Amaru II et à Milagro Sala, la chef de file de l'organisation de quartier Tupac Amaru (es).
Le nom binominal se réfère au mouvement Ni una menos,.

## Localité type
Tupacsala niunamenos a vécu au Carbonifère inférieur (Serpukhovien) sur le site de Guandacol en Argentine,.
Ce site se trouve dans la province de La Rioja à proximité de la route nationale 40, de la ville de Villa Unión et du parc national Talampaya, et non loin du parc provincial Ischigualasto à l'extrême nord-est de la province de San Juan.
Localité type : Cerro Guandacol, Quebrada de las Libélulas.

## Publication originale
- (en) Julián F. Petrulevičius et Pedro R. Gutierrez, « New basal Odonatoptera (Insecta) from the lower Carboniferous (Serpukhovian) of Argentina », Arquivos Entomolóxicos, La Corogne, vol. 16,‎ 20 décembre 2016, p. 341-358 (ISSN 1989-6581, lire en ligne).